# Oparba asiatica
Oparba asiatica är en spindeldjursart som först beskrevs av Frank Archibald Sinclair Turk 1948.  Oparba asiatica ingår i släktet Oparba och familjen Solpugidae. Inga underarter finns listade i Catalogue of Life.